# Gerende gevel

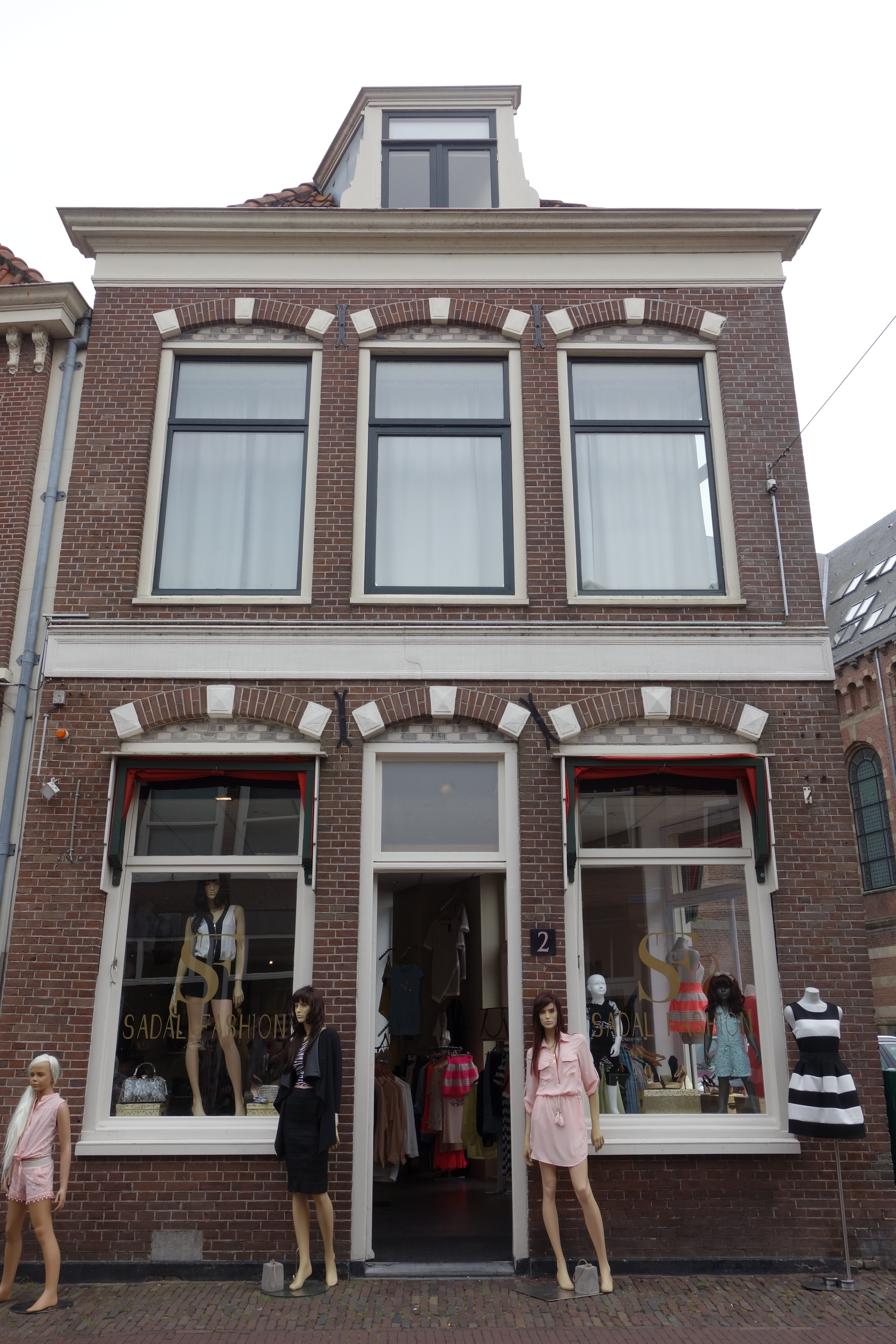
Hoekpand aan de Nieuwstraat en het Kerkplein in Hoorn. De zijgevel gaat naar links waardoor een raam in de zijgevel door de etalage te zien is.

Een gerende gevel (ook wel gegeerde gevel) is een gevel die niet haaks staat op het gebouw dat er achter ligt. Het woord is afkomstig van het werkwoord geren, wat schuin toelopen betekent. De plattegrond van panden met een gerende gevel is niet rechthoekig, maar eerder ruit- of trapeziumvormig.

## Ontstaan
Panden met gerende gevels ontstaan vaak doordat de kavel ouder is dan de straat waar deze aan staat, of omdat de kavel niet haaks is om wat voor reden dan ook. Veel panden met een gerende gevel staan aan straten die deel uitmaken van een middeleeuws stratenpatroon. Soms gaat het om kavels die sloten volgden die voor landontginning aangelegd waren, terwijl de gevel de (land)weg volgde.

## Foto's

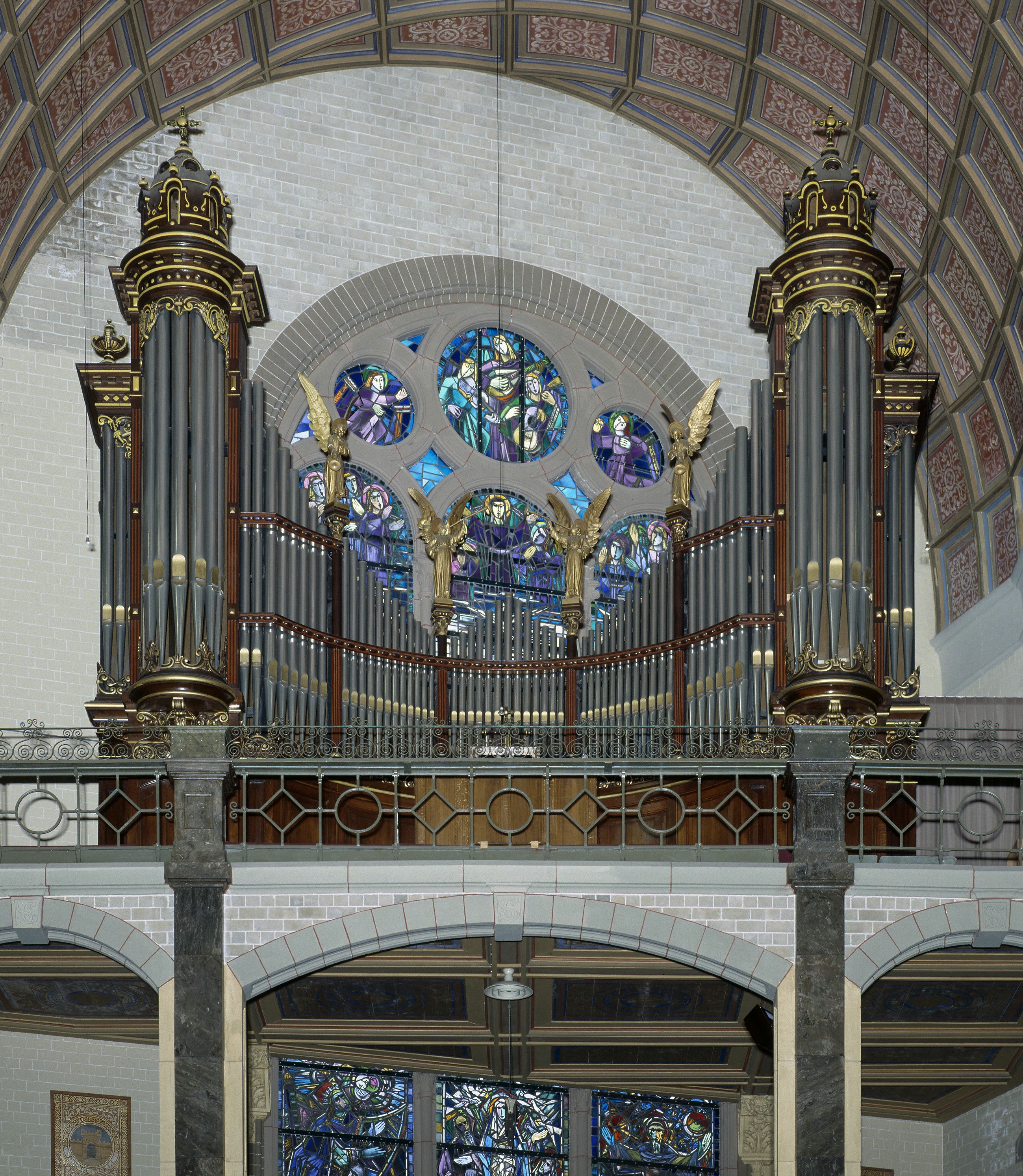
Gevel achter het orgel van de Koepelkerk in Hoorn geert
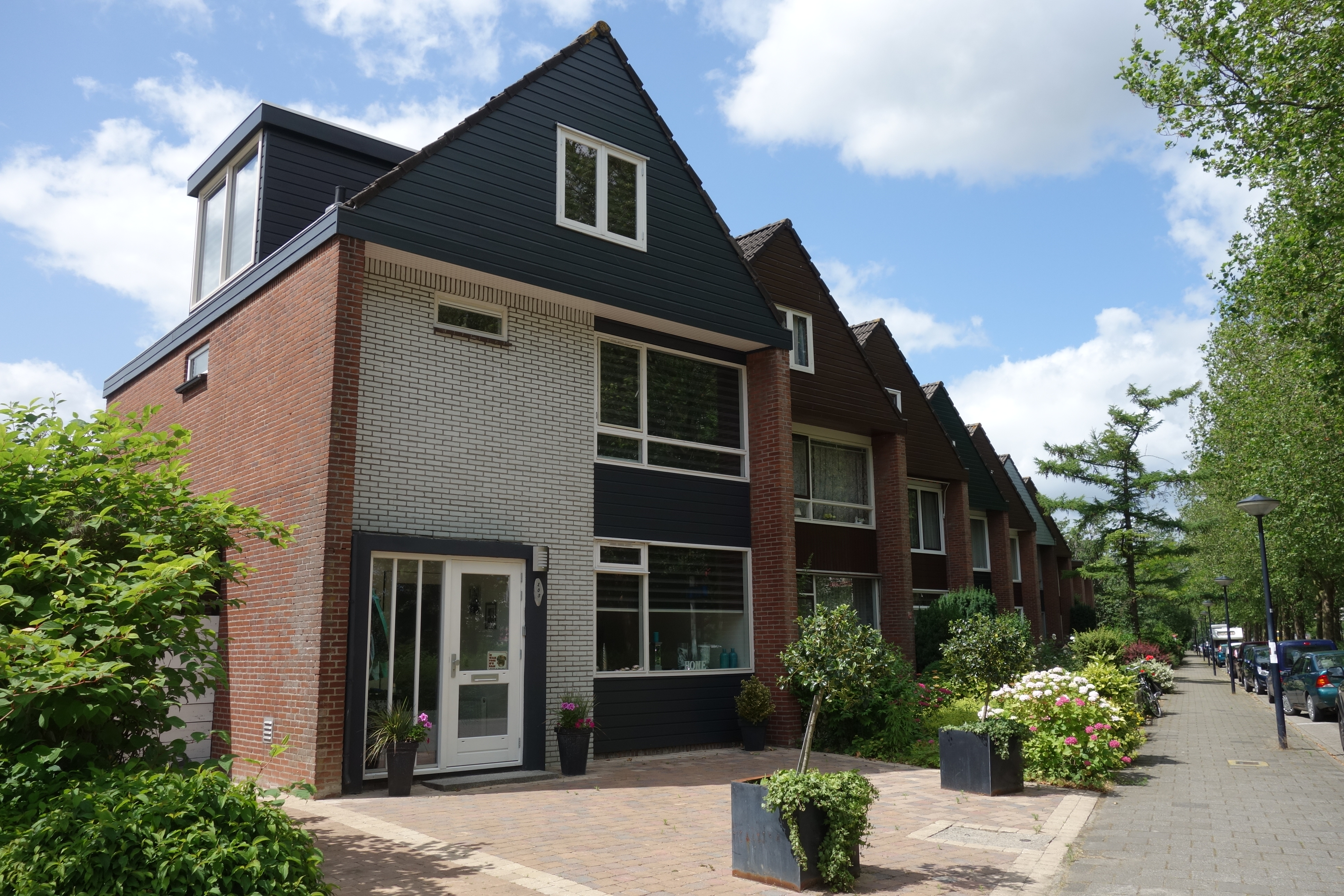
De kavels aan de Liornestraat in Hoorn geren ten opzichte van de straat.
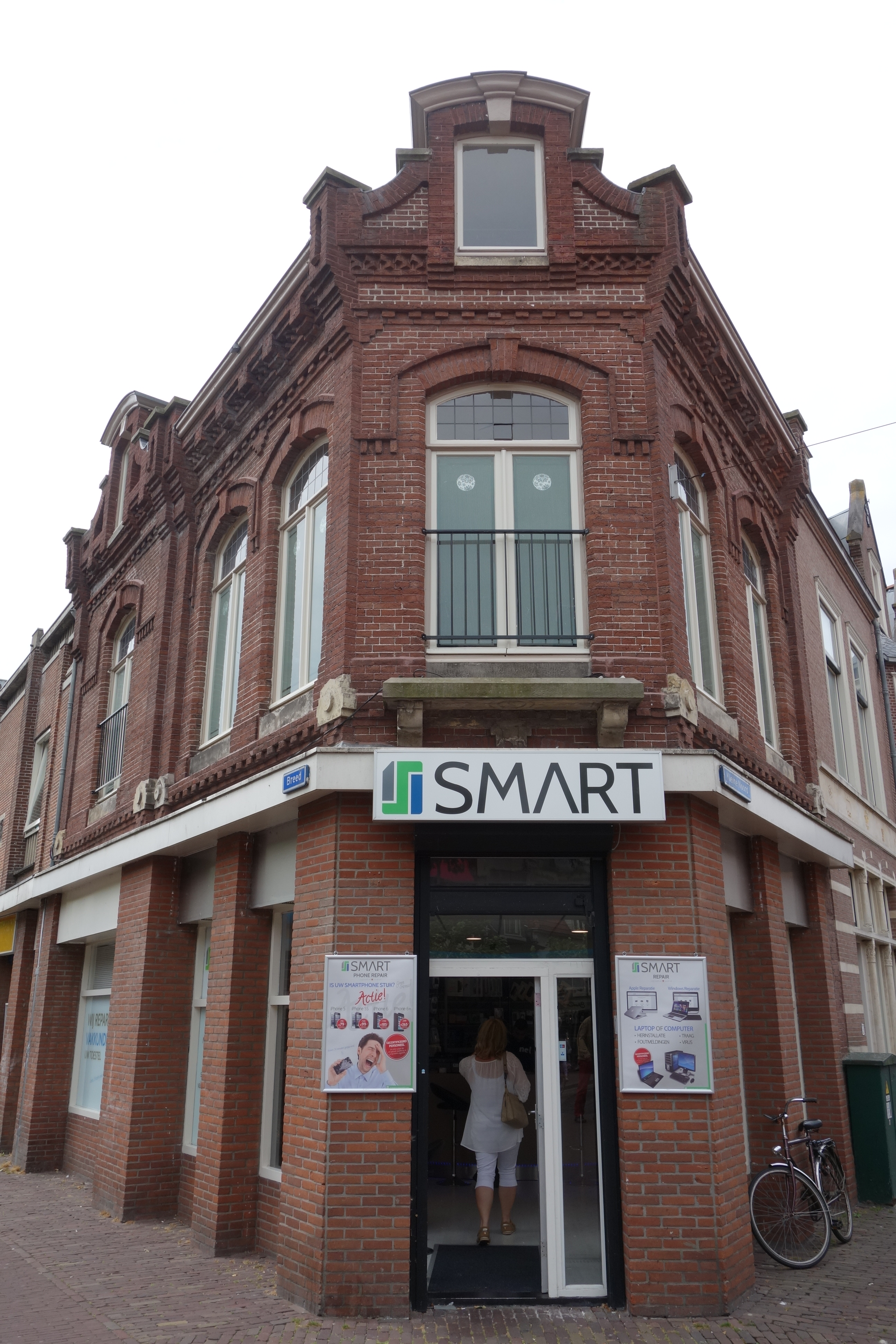
Hoekpand in Hoorn met gerende gevels. De twee gevels naast de gevel met de ingang maken ook geen hoek van 90 graden.
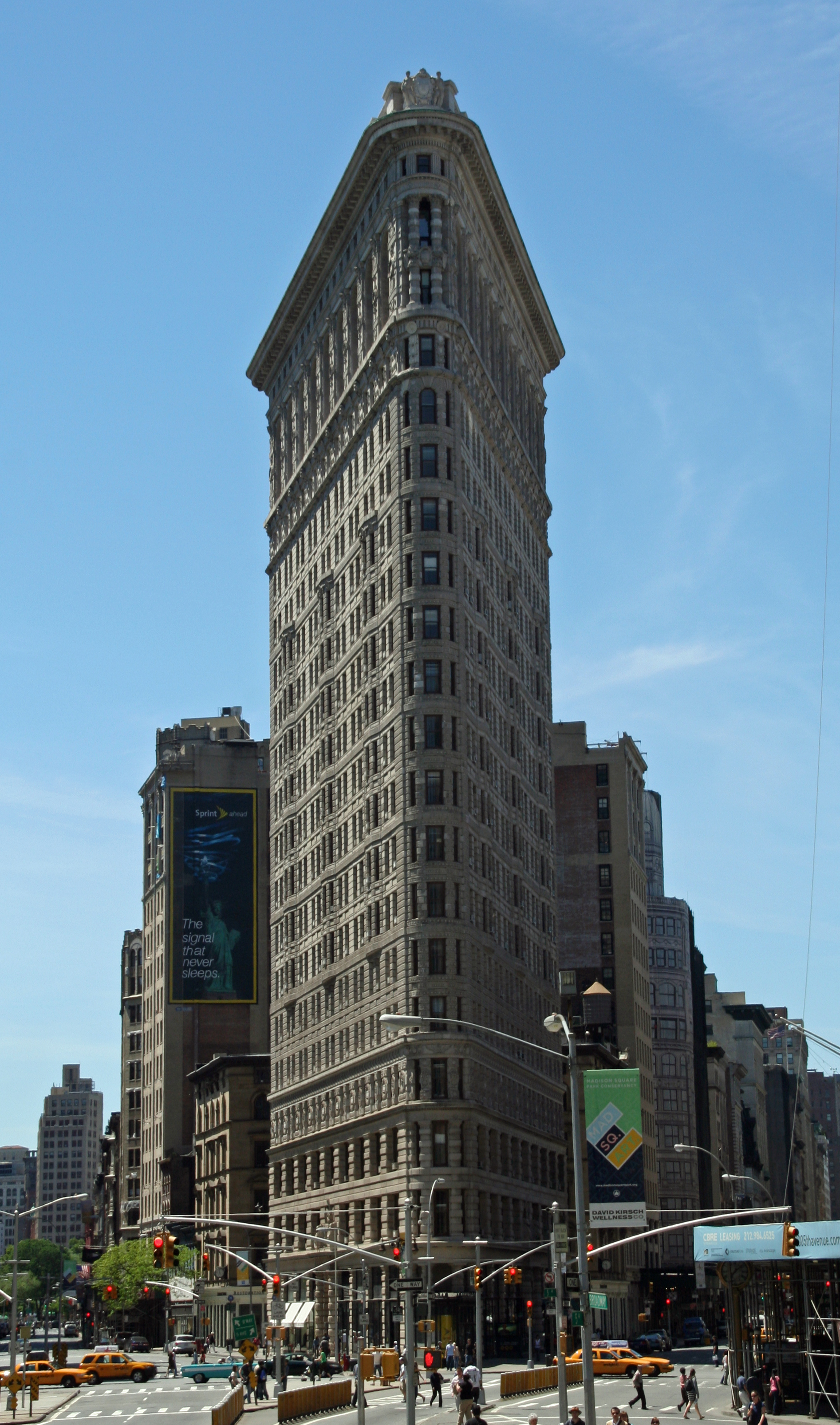
Het Flatiron Building in New York. Geen enkele gevel staat haaks op een ander bij dit driehoekige gebouw.